# Griechische Fußballnationalmannschaft der Frauen/Olympische Spiele
Der Artikel beinhaltet eine ausführliche Darstellung der griechischen Fußballnationalmannschaft der Frauen bei den Olympischen Sommerspielen. Griechenland, dessen Frauen sich bisher weder für eine Europa- noch Weltmeisterschaft qualifizieren konnten, nahm bisher einmal als automatisch qualifizierter Gastgeber am Fußballturnier der Frauen teil und konnte sich danach nicht wieder qualifizieren und belegt in der ewigen Tabelle den vorletzten Platz.

## Die Nationalmannschaft bei den Olympischen Spielen

### Übersicht
| Olympische Spiele in | Teilnahme bis …    | Gegner                     | Ergebnis | Trainer               | Bemerkungen und Besonderheiten |
| -------------------- | ------------------ | -------------------------- | -------- | --------------------- | --- |
| Atlanta 1996         | nicht qualifiziert |                            |          |                       | Da Griechenland nicht für die WM 1995 qualifiziert war, konnte sich die Mannschaft nicht für die Olympischen Spiele qualifizieren.                                                            |
| Sydney 2000          | nicht qualifiziert |                            |          |                       | Da Griechenland der B-Kategorie angehörte und damit keine Chance hatte sich für die WM 1999 zu qualifizieren, konnte sich die Mannschaft auch nicht für die Olympischen Spiele qualifizieren. |
| Athen 2004           | Vorrunde           | Australien, Brasilien, USA | –        | Xanthi Konstantinidou | Als Gastgeber automatisch qualifiziert, als Gruppenletzter ohne Torerfolg ausgeschieden |
| Peking 2008          | nicht qualifiziert |                            |          |                       | Da Griechenland nicht für die WM 2007 qualifiziert war, konnte sich die Mannschaft nicht für die Olympischen Spiele qualifizieren.                                                            |
| London 2012          | nicht qualifiziert |                            |          |                       | Da Griechenland nicht für die WM 2011 qualifiziert war, konnte sich die Mannschaft nicht für die Olympischen Spiele qualifizieren.                                                            |
| Rio de Janeiro 2016  | nicht qualifiziert |                            |          |                       | Da Griechenland nicht für die WM 2015 qualifiziert war, konnte sich die Mannschaft nicht für die Olympischen Spiele qualifizieren.                                                            |
| Tokio 2020           | nicht qualifiziert |                            |          |                       | Da Griechenland nicht für die WM 2019 qualifiziert war, konnte sich die Mannschaft nicht für die Olympischen Spiele qualifizieren.                                                            |
| Paris 2024           | nicht qualifiziert |                            |          |                       | Da die Griechinnen in der erstmals als Qualifikation ausgetragenen UEFA Women’s Nations League 2023/24 nur in Liga B starteten, hatten sie keine Chance sich zu qualifizieren.                |

## Die Turniere

### Olympia 1996 in Atlanta
Athen, 1896 Ausrichter der ersten Spiele der Neuzeit und Geburtsort der olympischen Idee, hatte sich um die Spiele zum 100-jährigen Jubiläum der Spiele der Neuzeit beworben und galt auf Grund dessen als Favorit, setzte bei der Bewerbung aber allein auf diese Tatsache und verlor dann bei der Abstimmung überraschend gegen Atlanta. Damit wurde die Heimat von Coca-Cola zum Ort des ersten olympischen Fußballturniers der Frauen, allerdings fand keins der Spiele in Atlanta selber statt. Neben Gastgeber USA waren nur die weiteren sieben besten Mannschaften der WM 1995 bzw. Brasilien für die nicht startberechtigten Engländerinnen qualifiziert. Da Griechenland in der WM-Qualifikation in der Gruppenphase nur den letzten Platz hinter Island und der Niederlande belegt hatte, hatten sie die Qualifikation für die WM und damit die Möglichkeit der Qualifikation für die Olympischen Spiele verpasst. Zudem wurde Griechenland für die folgende EM-Qualifikation in die Kategorie B heruntergestuft, aus der dann der Aufstieg in die A-Kategorie für die nächste WM-Qualifikation nicht gelang.

### Olympia 2000 in Sydney
Auch für das zweite olympische Turnier der Frauen waren neben Gastgeber Australien nur die weiteren sieben besten Mannschaften der WM 1999 qualifiziert. Da Griechenland in der WM-Qualifikation noch der B-Kategorie angehörte, konnte die Mannschaft sich weder für die WM 1999 noch die Olympischen Spiele qualifizieren.

### Olympia 2004 in Athen
Die Spiele 2004 gingen dann an Athen, womit die griechische Mannschaft, die sportlich immer noch keine Möglichkeit hatte sich zu qualifizieren, automatisch qualifiziert war. Die Anzahl der teilnehmenden Mannschaften wurde zudem um zwei erhöht, von denen sechs in zwei Gruppen à drei Mannschaften und vier in einer Gruppe spielten. Zu letzteren gehörten die Griechinnen, die in ihrem ersten Spiel auf den späteren Olympiasieger USA trafen und mit 0:3 verloren. Gegen Australien zogen sie sich dann mit einem 0:1 achtbar aus der Affäre, verloren dann aber das letzte Spiel mit 0:7 gegen Brasilien, eine der höchsten Niederlagen einer europäischen gegen eine südamerikanische Mannschaft. Und nur weil die Volksrepublik China sechs Tage zuvor mit 0:8 gegen Weltmeister Deutschland verloren hatte, ist es nur die zweithöchste Niederlage bei olympischen Fußballturnieren der Frauen. Mit den drei Niederlagen schied Griechenland als Gruppenletzter aus und war damit die erste Mannschaft, der kein Tor gelang, was acht Jahre später auch Kolumbien passierte.

### Olympia 2008 in Peking
Für das Turnier in Peking konnten sich die drei besten europäischen Mannschaften der WM 2007 qualifizieren. Griechenland war zwar zwischenzeitlich in die A-Kategorie der WM-Qualifikation aufgestiegen, verlor aber in der WM-Qualifikation alle acht Spiele und wäre damit in die B-Kategorie abgestiegen, die aber nach dieser Qualifikation aufgehoben wurde. Da sich Griechenland nicht für die WM qualifiziert hatte, konnten sich die Griechinnen auch nicht für die Olympischen Spiele qualifizieren.

### Olympia 2012 in London
Die Qualifikation für das Turnier in London lief wieder über die WM 2011, wo sich die zwei besten europäischen Mannschaften qualifizieren konnten. Griechenland hatte zwar in der WM-Qualifikation erstmals Spiele gewonnen die nicht in der B-Kategorie stattfanden. Die drei Siege reichten aber nur zum dritten Platz hinter Dänemark und Schottland und damit wurden WM und Olympia verpasst.

### Olympia 2016 in Rio de Janeiro
Die Qualifikation für das Turnier in Rio de Janeiro lief über die WM 2015, wo sich die drei besten europäischen Mannschaften qualifizieren sollten. Griechenland konnte in einer Sechsergruppe der WM-Qualifikation nur das letzte Spiel mit 4:0 gegen Albanien gewinnen, das erstmals an der Qualifikation teilnahm, und kassierte gegen Belgien, das sich als Gruppendritter auch nicht qualifizieren konnte, mit 0:11 die höchste Niederlage seiner Geschichte. Durch den fünften Platz, der nur auf Grund des direkten Vergleichs vor Albanien belegt wurde, wurden erneut WM und Olympia verpasst.

### Olympia 2020 in Tokio
Die Qualifikation für das Turnier in Tokio lief für die europäischen Mannschaften über die WM 2019, wo sich die drei besten europäischen Mannschaften qualifizieren konnten. Griechenland konnte sich aber bei einem Turnier im April 2017 in Albanien noch nicht einmal für die Hauptqualifikation zur WM qualifizieren. Zwar wurden die ersten beiden Spiele gegen Malta und das Kosovo gewonnen (1:0 bzw. 6:0), gegen Gastgeber Albanien aber mit 1:2 verloren.

### Olympia 2024 in Paris
Erstmals diente für die europäischen Mannschaften nicht die vorherige WM als Qualifikation für die Olympischen Spiele, sondern die zum ersten Mal ausgetragene UEFA Women’s Nations League. Da aber nur die Gruppensieger der vier Liga-A-Gruppen um zwei Tickets für die Olympischen Spiele spielen konnten, die Griechinnen aber nur in Liga B spielten, wo sie Gruppenletzte wurden, hatten sie von vornherein keine Chance sich für die Olympischen Spiele zu qualifizieren.

## Statistiken

### Bilanz gegen die Olympiasieger bei Olympischen Spielen
- USA: 1 Spiel – 1 Niederlage – 0:3 Tore
- Deutschland: 0 Spiele
- Kanada: 0 Spiele
- Norwegen: 0 Spiele

## Spiele
Griechenland bestritt bisher drei Spiele bei den Olympischen Spielen, die alle verloren wurden.
Die Griechinnen sind die einzige Mannschaft, die bisher nur Heimspiele hatten und spielten einmal gegen den späteren Olympiasieger. Alle Spiele sind bisher einmalig und sind die bisher einzigen Spiele gegen diese Mannschaften.
Griechenland spielte bisher gegen Mannschaften aus drei Konföderationen (Ozeanien und Nord-/Mittel- sowie Südamerika) und dabei gegen deren Meister.
Die meisten Spiele bestritten 11 Spielerinnen, die in den drei Spielen zum Einsatz kamen. Ein Tor konnte bisher keine Griechin erzielen.
| Nr. | Datum         | Ergebnis | Gegner             | A/H/* | Austragungsort | Anlass   | Bemerkung                     |
| --- | ------------- | -------- | ------------------ | ----- | -------------- | -------- | ----------------------------- |
| 1   | 11. Aug. 2004 | 0:3      | Vereinigte Staaten | H     | Iraklio        | Vorrunde | Erstes Spiel gegen die USA    |
| 2   | 14. Aug. 2004 | 0:1      | Australien         | H     | Iraklio        | Vorrunde | Erstes Spiel gegen Australien |
| 3   | 17. Aug. 2004 | 0:7      | Brasilien          | H     | Patras         | Vorrunde | Erstes Spiel gegen Brasilien  |

Anmerkung: Die fett gesetzten Mannschaften waren zum Zeitpunkt des Spiels Kontinentalmeister.

## Negativrekorde
- Erste Mannschaft und einzige Mannschaft, der kein Tor gelang
- Schlechtester Gastgeber: Platz 10 laut FIFA-Ranking
- Bis 2016 schlechteste Tordifferenz: −11 (ebenso Nigeria), nun Simbabwe mit −12

Die drei Niederlagen sind die höchsten gegen diese Mannschaften.